# Afrotizea
Afrotizea là một chi bọ cánh cứng trong họ Chrysomelidae.
Chi này được Stapel & Wagner miêu tả khoa học năm 2001.

## Các loài
Chi này gồm các loài:
- Afrotizea mashuana (Jacoby, 1895)